# Pontevedra Club de Fútbol 1966-1967
Questa voce raccoglie le informazioni riguardanti il Pontevedra Club de Fútbol nelle competizioni ufficiali della stagione 1966-1967

## Stagione
Nella stagione 1966-1967, il Pontevedra, concluse la Primera División spagnola al decimo posto in classifica.
In Coppa del Generalísimo il club galiziano arrivò ai quarti di finale, dove fu eliminato dal Córdoba Club de Fútbol. Fu necessario disputare uno spareggio, terminato sul risultato di 0-1 per gli andalusi, dopo che le partite di andata e ritorno erano state entrambe pareggiate per 1-1.

## Rosa
| N. |                   | Ruolo | Calciatore                         |
| -- | ----------------- | ----- | ---------------------------------- |
|    | Spagna (bandiera) | P     | Juan Antonio Celdrán               |
|    | Spagna (bandiera) | P     | José María Cobo                    |
|    | Spagna (bandiera) | P     | Carmelo García de Iturrospe García |
|    | Spagna (bandiera) | P     | José Luis Dávila Comesaña          |
|    | Spagna (bandiera) | D     | Manuel Batalla                     |
|    | Spagna (bandiera) | D     | Eduardo Chicharro Calleja          |
|    | Spagna (bandiera) | D     | José Luis Azcueta                  |
|    | Spagna (bandiera) | D     | Eduardo Dapena                     |
|    | Spagna (bandiera) | D     | José Antonio Irulegui              |
|    | Spagna (bandiera) | C     | José Vallejo                       |
|    | Spagna (bandiera) | C     | Constantino Roldán                 |

| N. |                   | Ruolo | Calciatore               |
| -- | ----------------- | ----- | ------------------------ |
|    | Spagna (bandiera) | C     | Delfín Álvarez           |
|    | Spagna (bandiera) | C     | Nando Yosu               |
|    | Spagna (bandiera) | C     | Juan Norat               |
|    | Spagna (bandiera) | C     | Antonio López Martínez   |
|    | Spagna (bandiera) | C     | José Luis Quiroga        |
|    | Spagna (bandiera) | A     | Ignacio Martín-Esperanza |
|    | Spagna (bandiera) | A     | Nemesio Martín           |
|    | Spagna (bandiera) | A     | José Miguel Odriozola    |
|    | Spagna (bandiera) | A     | Rafael Ceresuela         |
|    | Spagna (bandiera) | A     | José Ramón Fuertes       |
|    | Spagna (bandiera) | A     | José Jorge               |
|    | Spagna (bandiera) | A     | Francisco Plaza          |
|    | Spagna (bandiera) | A     | Julián Rodríguez Roldán  |